# Культурний ґеноцид
Термін культурний ґеноцид було вперше запропоновано в концепції науковця Рафала Лемкіна, та розвинено в науковій праці Е. Новича, який визначає культурний ґеноцид як акти "систематичного знищення традицій, цінностей, мови, та інших елементів, які відрізняють одну групу людей від іншої".

## Історія
Рафал Лемкін, після запровадження терміну "ґеноцид" виділив його різновиди: політичний, релігійний, соціальний, культурний, моральний, економічний, біологічний, фізичний.
Зокрема, Р. Лемкін розділив дві фази культурного ґеноциду:
- знищення зразка гнобленої групи
- нав`язування зразка гнобителя

Після перших згадок щодо різновиду культурного ґеноциду в роботах Р. Лемкіна, науковці з інших держав також зверталися до цього поняття.
Згідно із концепцією культурного ґеноциду, крім знищення об`єктів національної спадщини, культурних пам`яток, художніх, літературних творів, що є актами вандалізму, також враховуються знищення творчих особистостей, художніх та мистецьких колективів, співробітників музеїв, музикантів, акторів і т.п. 
До актів культурного ґеноциду на окупованих територіях також односяться переслідування, контроль, перешкоди в діяльності громадських активістів, творчих особистостей, які працюють в сфері національної культури, духовенства, працівників освітніх закладів.
Сучасні вчені також розглядають теорію, згідно з якою культурний ґеноцид є наслідок економічного та біологічного ґеноциду. Культурний ґеноцид включає поняття урбоцид.

## Культурний ґеноцид в міжнародному праві
В сучасному міжнародному праві, на жаль, не виділяють окрему категорію злочинів під терміном культурного ґеноциду.

## Практика
Російська колоніальна політика ХІХ ст. в Україні
Російська імперія намагалася знищити українську культуру з ХІХ ст., в той час, коли в Україні зароджувалась українська модерна нація. Українське сільське населення передавало традиції з роду в рід, населення почало мігрувати в міста для отримання освіти, професії, наукової, творчої роботи.
Під час урбанізації в розвинених країнах відбуваються якісні зміни, які пов`язані із збільшенням кількості освічених людей, розвиток культури в містах, розвиток містобудівництва, відкриття бібліотек, музеїв для підтримки існуючої національної культури. 
В Наддніпрянщині, яка у ХІХ ст. знаходилась в колоніальній залежності російської імперії, із зростанням урбанізації з`явилися нові творчі особистості - інтелігенція. Проте російською імперією проводилась політика етноциду та лінгвоциду: Валуєвський циркуляр, Емський указ, ліквідація Кирило-Мефодіївського братства, заслання до Сибіру Тараса Шевченка. Ці події знівелювали активний розвиток нових напрямків культури в містах, натомість культура більше зберігалась у селах, в містах культурні осередки контролювались з боку колоніалістів або ними ж закривались. 
В той час, Західна Україна, яка знаходилась під владою Австро-Угорської імперії мала прихильників національної культури в Угорщині, подекуди угорці ставали на бік українців. Загалом, Західна Україна розвивала та зберігала власні традиції, що проявлялось у предметах одягу, побуту, звичаях, цікавилась модними подіями в Західній Європі, відбувалась активна торгівля з європейськими державами. Західна Україна врешті менше постраждала, ніж Східна Україна від колоніальної влади російської імперії.
Російська колоніальна політика ХХ ст. в Україні
1905 року було скасовано Емський указ, яки забороняв будь-які заходи в Україні українською мовою.
1917-1921 роки були періодом протистояння українських націоналістів та більшовиків, разом із спробою заснування Української народної республіки.
УНР було ліквідовано, та вже 1918 року на території УНР та української держави було видано більше 1000 книг українською мовою, що змусило радянських режим піти на поступки і врешті було створено УСРР - квазідержаву, під більшовицьким керівництвом.
З 1923 року до початку 1930 років проводилась політики українізації, при цьому зазначалось, що українська мова - то мова сільська, а російська - більшості міського населення. 
Голодомор 1921-1923 року проводився з метою приглушення українського "культурного спалаху" 1920 рр. Та через кілька років на Західній Україні була створена Організація Українських Націоналістів (ОУН), яка заклала основи дисидентського руху в Україні на довгі роки.
Наступними кроками ґеноциду були: ліквідація національної церкви та Голодомор 1932-1933 рр., який проводився з метою остаточного стирання української національної ідентичності.
1934 року репресій зазнали більше половини з 193 учасників Спілки письменників України. 

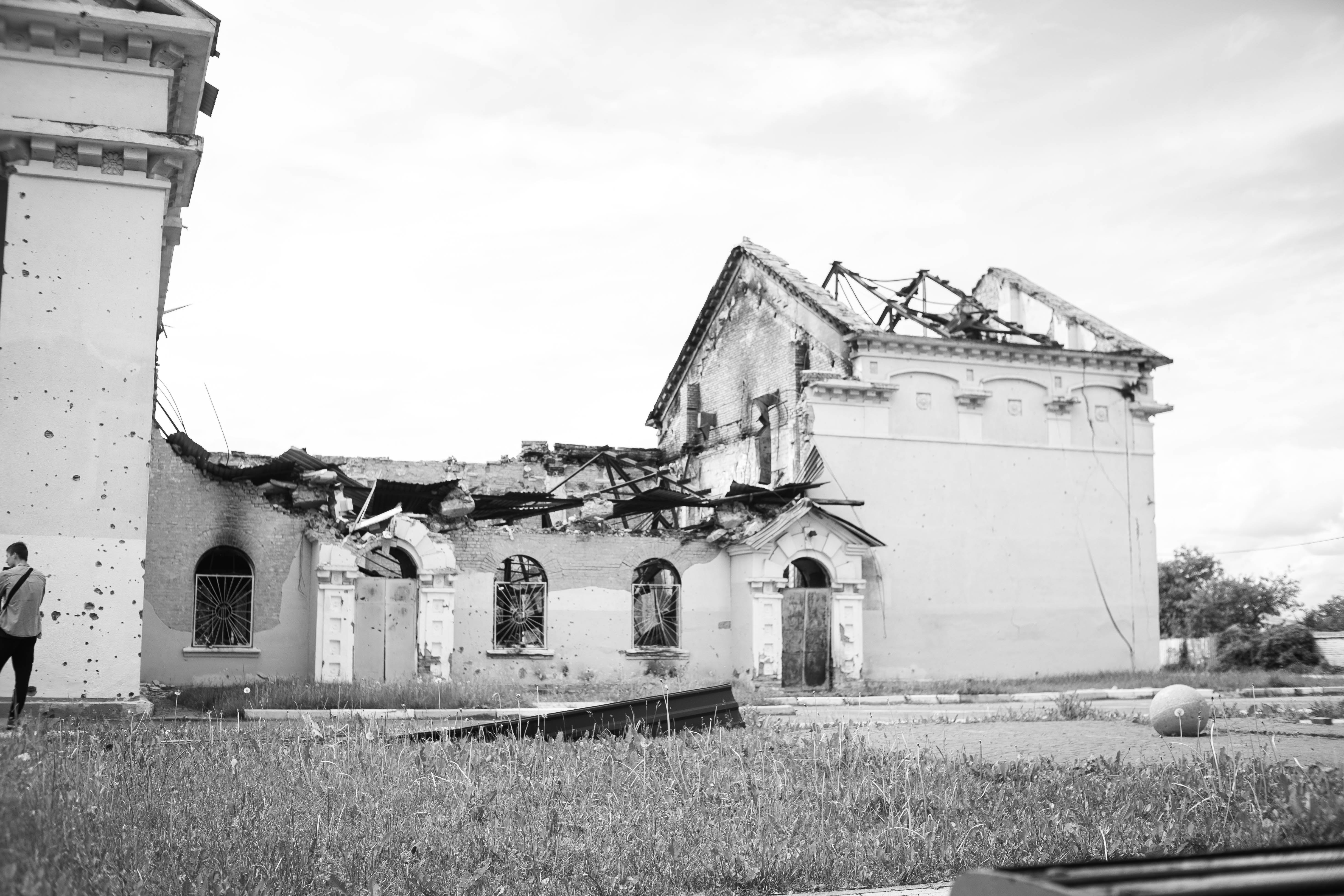
Знищена культура. Наслідки руйнування будинку культури російською ракетою.

1937 року за один день було розстріляно 100 представників української інтелігенції. Ті українські культурні діячі, які залишилися живими були під постійним контролем та наглядом радянського режиму, їх змушували співпрацювати на користь ідеології більшовицької партії.
Після того, як Радянський Союз 1939 року захопив територію Західної України, більшовицька влада намагалась повторити репресії на громадських діячів, митців та літераторів. Наслідком утисків радянської влади стало утворення Української повстанської армії (УПА), боротьба яких полягала в збройному протистоянні і у культурній площині, адже було створено сотні народних пісень краю. 
Повторний культурний спалах відбувся в творчі часи "шістдесятників". Культурні діячі, письменники, митці для становлення української культури починали активну політичну діяльність, яка не була їхньою метою. 
У 60-80 рр. відбулися повторні репресії проти "цвіту української нації". Радянська влада вже не застосовувала гучні вироки та показне знищення української нації, комуністи-русофоби вирішили діяти "тихими" методами: яскраві представники української культури гинули за нез`ясованих обставин: Алла Горська, Володимир Івасюк, Василь Симоненко; до деяких митців та творчих особистостей комуністи-соціалісти-українофоби застосовували незаконні медичні засоби: психологічного впливу, психіатричні лікарні, допити. 
Про історію репресій тільки проти одного письменника Василя Стуса, який помер 1985 року за невідомих обставин в тюремному карцері, Вахтангом Кіпіані було написано книгу "Справа Василя Стуса. Збірка документів з архіву колишнього КДБ УРСР" на 690 сторінок. Кримінальна справа проти звичайного українського поета складала 6 томів.

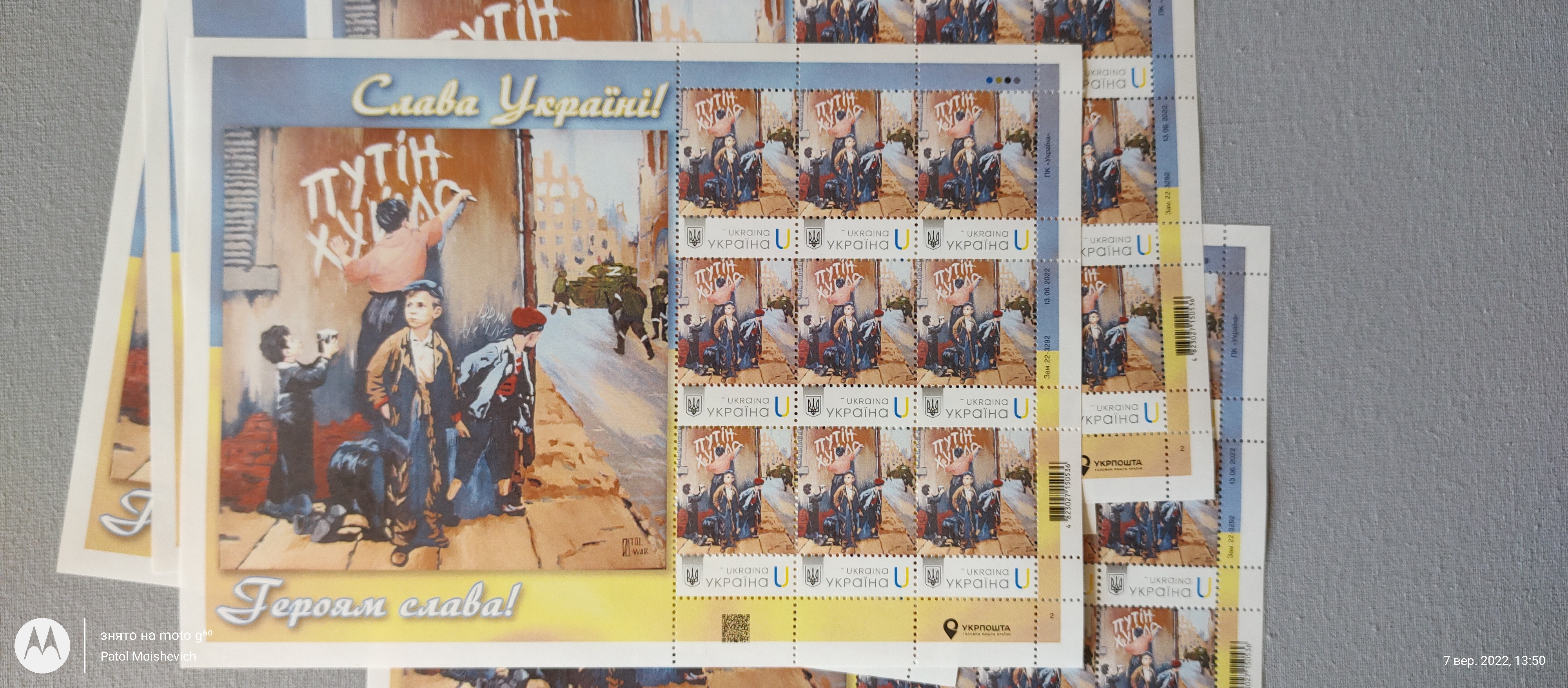
"Путін ху***" марка в честь сюр-картини ,написаної в пам'ять загиблих дітей Ірпеня.

Революції за здобуття незалежності 1989-1990 рр. в багатьох радянських республіках заклали початок кінця тоталітарного комуністичного терору в Радянському Союзі, частина республік стали незалежними державами. Тому в 1950 та 1990 рр. КДБ УСРР масово знищували документальні докази культурного ґеноциду як наслідок колоніального радянського правління в підконтрольних республіках.
Російська неоколоніальна політика ХХІ ст.
Після проголошення незалежності України росія намагалася тривалий час мати вплив, контролювати дії політичних та культурних еліт в Україні, та взяла стратегічний курс на поступове відновлення імперіалізму.

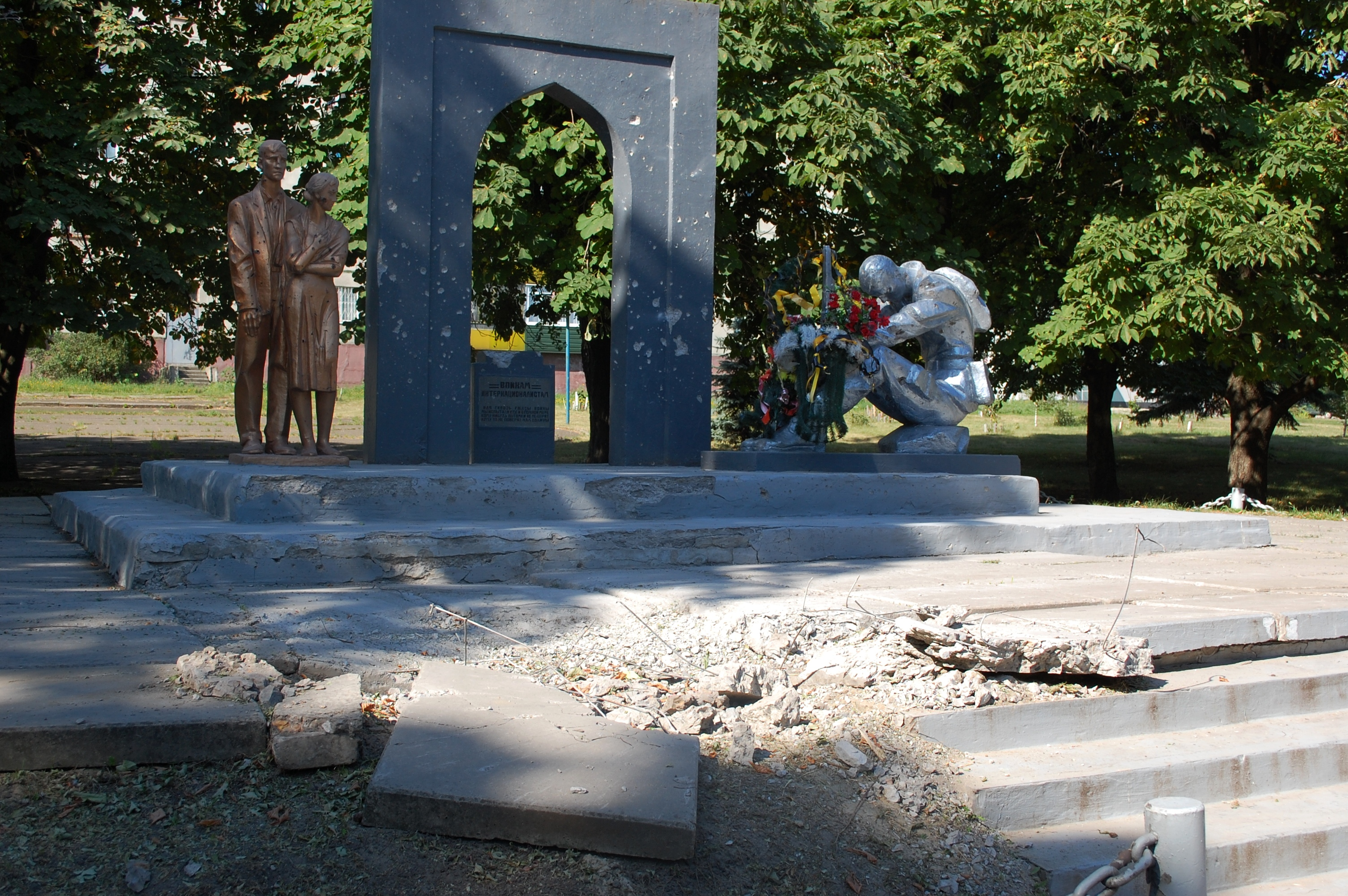
Пошкоджений під час військових подій з Росією пам`ятник у Лисичанську.

Деякі науковці вважають, що культурний ґеноцид походить від економічного та біологічного ґеноциду. Тобто, коли Росія мала на меті задарма привласнити українські заводи, підприємства, та зустрічали національний спротив, то для нівелювання спротиву російське правління почало застосовувати культурний ґеноцид та вивозити українські культурні пам`ятки.
Станом на 29.02.2024 за оприлюдненими даними Прем`єр-міністра України Сергія Шмигаля на окупованих зонах України пошкоджено або знищено біля 900 об`єктів національної спадщини, та знаходиться в окупації більше 20 тисяч пам`яток культури.

## Культурний ґеноцид на окупованому півострові Крим
02.03.2024 у Франції відбулась конференція на тему "Початковий злочин: Крим, Україна та десять років російської агресії", протягом якої представники інститутів України та Франції обговорювали явище культурного ґеноциду в Криму, та зазначено, що "півострів під російською окупацією буде постійною територією конфліктів".

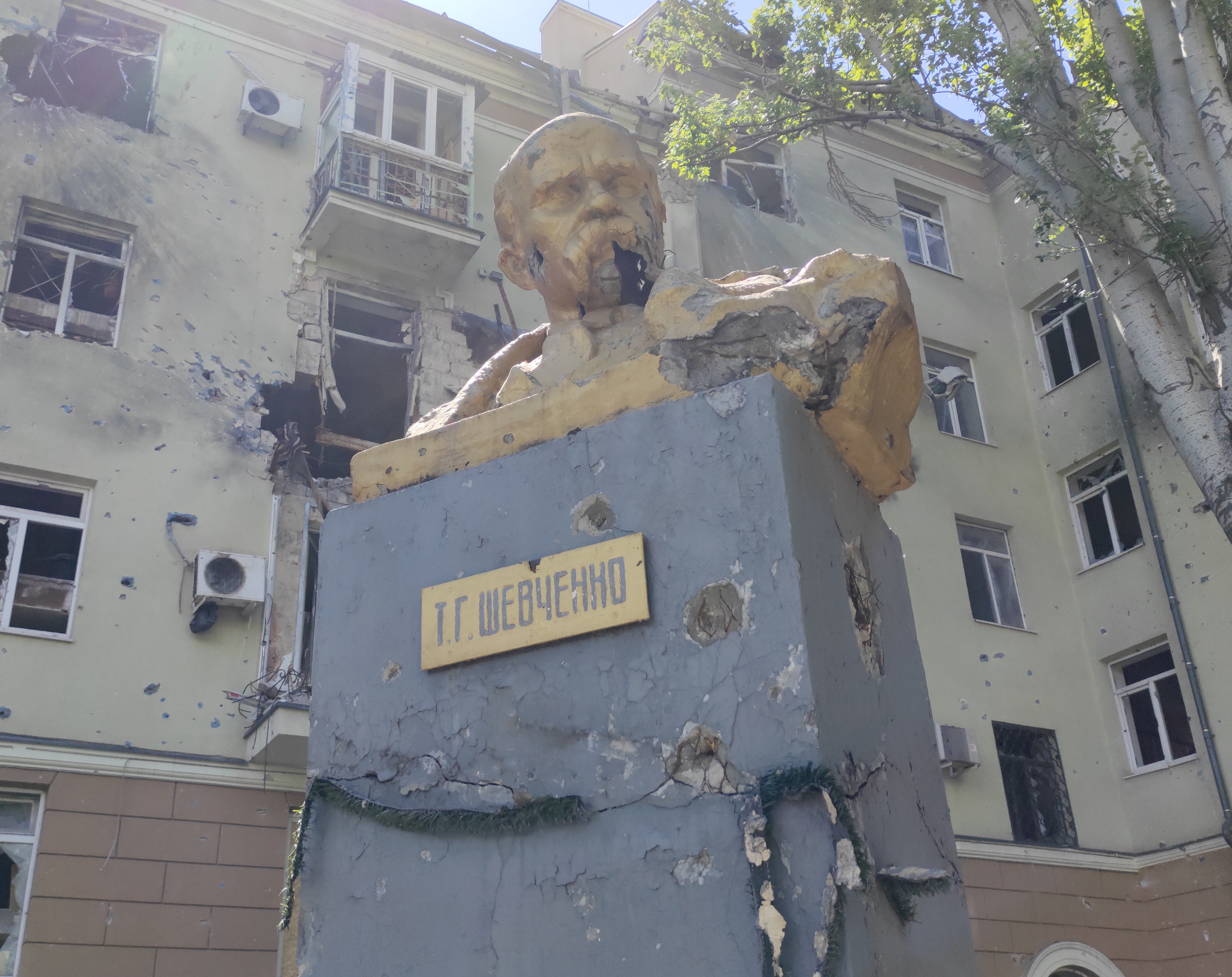
Пошкоджений пам'ятник Т. Г. Шевченку на проспекті Миру, який є об`єктом культурної спадщини України.

У грудні 2014 року Генеральним прокурором України було направлено інформаційні листи до Міжнародного Кримінального Суду щодо незаконного привласнення Росією українського приватного та державного майна в окупованому Криму, в тому числі незаконному проведенні торгів на українські підприємства в Криму. ЄС ввів санкції проти кримських компаній, які продовжили співпрацю з російськими агресорами та не визнав Крим у складі Росії.
Під час десятирічної окупації Криму з території півострову вивезено величезні масиви культурних артефактів. Представниця Президента України в Криму Таміла Ташева зазначила, що військовий конфлікт, розпочатий росіянами на півострові, має за мету знищення національної ідентичності кримськотатарського населення, а також те, що якщо Крим і став "російським" то тільки через насильницьку колонізацію.